# Бір (Бориспільський район)
Бір  — колишнє село в Україні, у Бориспільському районі Київської області. Підпорядковувалось Головурівській сільській раді. Розташовувалося за 2 км на схід від села Кийлів, у лісі на березі Дніпра.
У поселенні проживало бл. 10 мешканців.
21 листопада 1985 року Київська обласна рада зняла село з обліку у зв'язку із переселенням жителів.
Фактично ж населений пункт існує і дотепер, маючи вигляд невеликого хутора з декількох будинків. Має населення.